# Васілікі Карантасіу
Васілікі Карантасіу (нар. 6 січня 1973, Афіни) — грецька волейболістка, пляжний волейбол. Здобула золоту медаль на чемпіонаті у Москві (2005).

## З біографії
Васілікі Карантасіу народилася 6 січня 1973 року в Іліуполі, Афіни. де вона залишалася до 8 років. Але сама родом із села Роська в Евританії. У 1996 році закінчила кафедру філософії, педагогіки та психології в Школі філософії Афінського національного та каподистрійського університету за спеціальністю педагогіка. З 2001 року служить у береговій охороні, а за гроші, отримані зі спорту, також навчалася на факультеті журналістики. У 2010 році Карантасіу та психолог Крістіна Ніколопулу створили перший у Греції критий майданчик для пляжного волейболу.

### Спортивна кар'єра
У віці 13 років займалася волейболом і грала у команді AGS Byronos, яка щойно почала виступати в місцевих чемпіонатах Афін, а у віці 18 років її запросили до Національної юніорської команди. Після успішної кар'єри з відзнаками її запросили до жіночої національної збірної для участі у міжнародних змаганнях, і гравчиня привела AGS Byronos до A2. У 1995 році вона перейшла до команди Vrilissi, вигравши титули в 1996 і 1997 роках.